# Kryddning

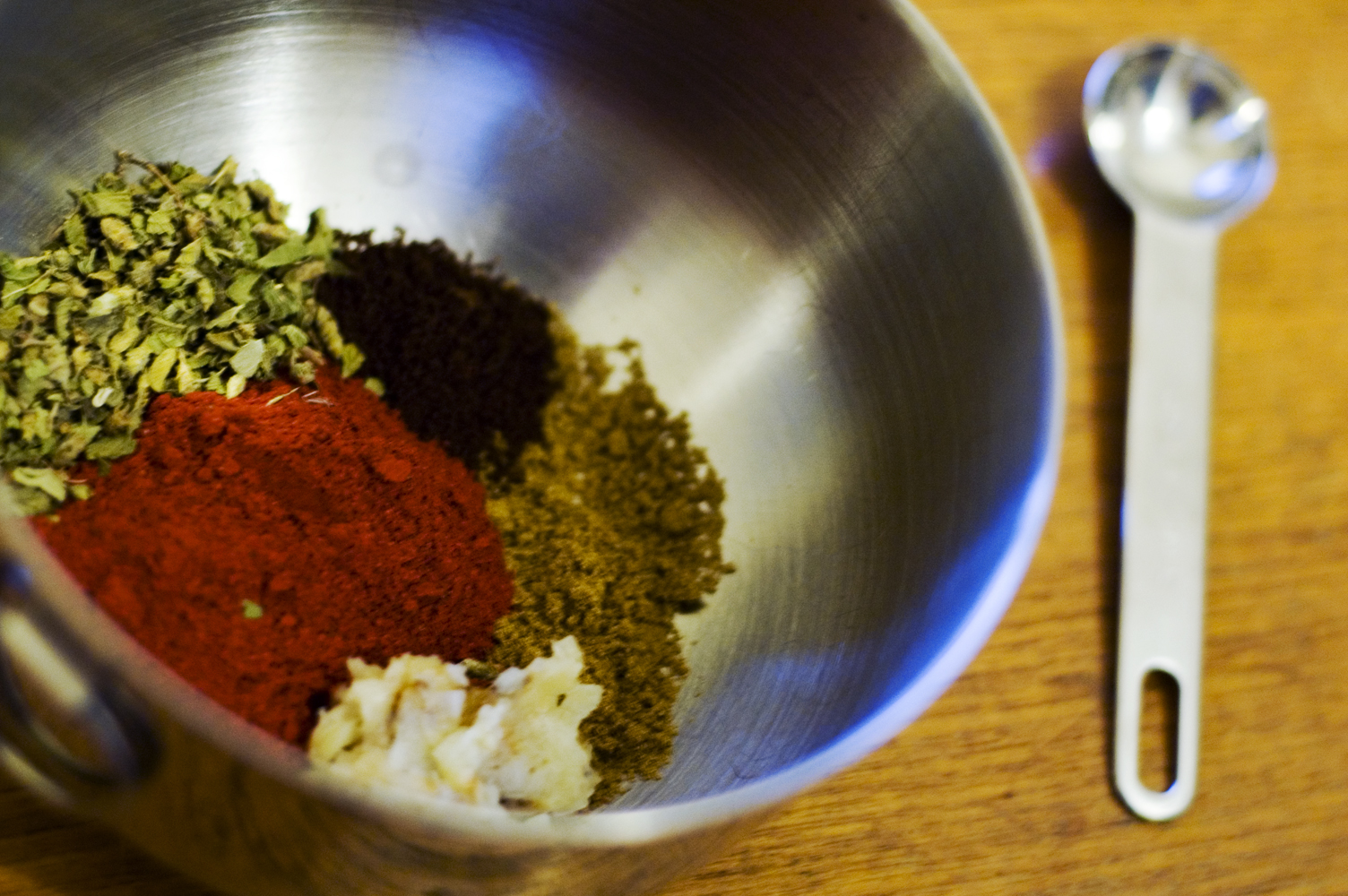
Ingredienserna för röd recado: malen annatto, oregano, malen kummin och malen kryddnejlika

Kryddning är den process för att skapa en smakupplevelse med hjälp av kryddor för att förbättra smaken på mat.

## Tillvägagångssätt
Kryddning innebär att örter och kryddor används vid matlagning för att förbättra eller framhäva befintliga smaker hos maten. Exempelvis kan grovkornigt salt gnidas mot kyckling, lamm eller kött för att möra upp köttet och förbättra den naturliga smaken. Medan kryddning med svartpeppar eller basilika innebär att en del av deras smak överförs till maten.